# Gastone Pierini
Gastone Pierini (Ancona, 27 settembre 1899 – São Bernardo do Campo, 17 settembre 1967) è stato un sollevatore italiano, medaglia di bronzo ai Giochi olimpici di Los Angeles 1932.

## Carriera
In carriera ha partecipato a quattro Olimpiadi, da Parigi 1924 a Berlino 1936, ottenendo rispettivamente il 12º, l'8º, il 3º ed il 10º posto.

## Palmarès
| Anno | Manifestazione  | Sede        | Risultato | Gara    | Prestazione |
| ---- | --------------- | ----------- | --------- | ------- | ----------- |
| 1932 | Giochi olimpici | Los Angeles | Bronzo    | 67,5 kg |             |